# Hierodula inconspicua
Hierodula inconspicua es una especie de insecto mantodeo de la familia Mantidae. Fue descrita científicamente por el entomólogo austríaco Max Beier en 1952.

## Distribución
Esta especie es endémica de la isla de Célebes, en Indonesia.